# 劉諶
劉 諶（りゅう しん/りゅう じん）は、中国三国時代の蜀漢の皇族。2代皇帝である劉禅の五男。本貫は幽州涿郡涿県。

## 生涯

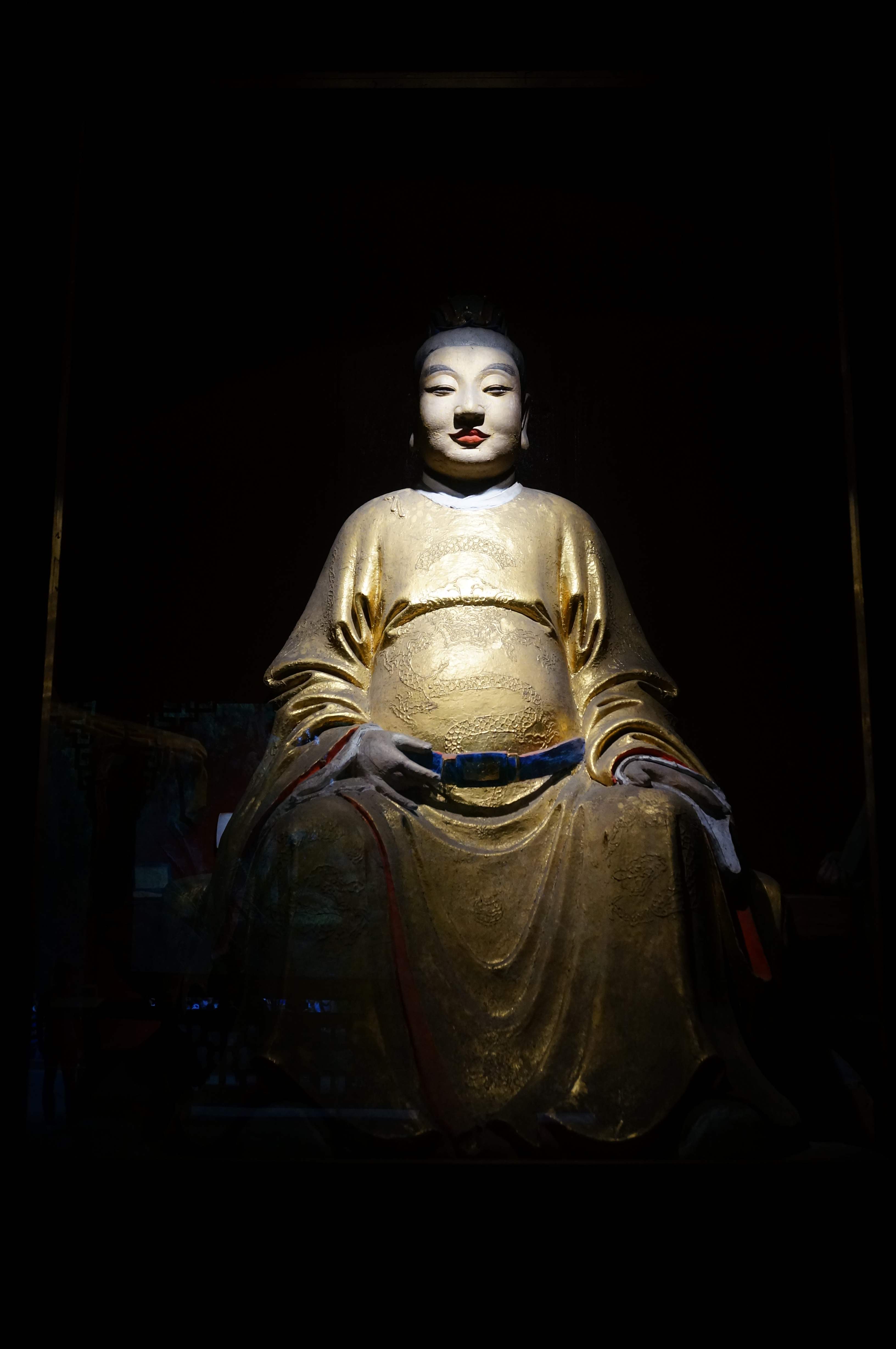
劉諶（成都武侯祠）

景耀2年（259年）6月、北地王に立てられる。
炎興元年（263年）11月、魏の鄧艾の軍勢が迫り、劉禅は降伏を決意。劉諶はこれに反対して、「理が窮し、力が屈し、敗北が必至ならば、父子君臣は城を背にして一戦を交え、社稷と共に死し、（あの世で）先帝（劉備）にまみえるべきではありませんか」と述べたが、劉禅は従わずに国を挙げて降伏した。劉諶はこの日の内に、劉備の廟において哭し、先に妻子を殺してから、自身も自殺を遂げた。

## 三国志演義
羅貫中の小説『三国志演義』では、劉禅の他の6人の子は懦弱だったが、劉諶だけは聡明・英敏な人物と称えられる。史実以上に魏への降伏に強く反対するが、劉禅によって宮門から追い出される。帰宅して崔夫人に自害の決意を語ると、彼女はこれを「賢哉」と称え、先に柱に頭を打ち付けて自殺。劉諶はさらに3人の子供を殺した後、劉備の廟において自刎し、家族の後を追った。